# Zenithoptera anceps
Zenithoptera anceps – gatunek ważki z rodziny ważkowatych (Libellulidae). Występuje na terenie Ameryki Południowej.